# К-73
К-73 — советская опытная противотанковая САУ. Также известна под обозначением АСУ-57П. Разработана в г. Москва в конструкторском бюро под руководством А. Ф. Кравцова. Серийно не производилась.

## История создания
Разработка плавающей авиадесантной самоходной артиллерийской установки АСУ-57П была начата в ОКБ ИК и велась параллельно с бронетранспортёром К-75. Работами руководил А. К. Кравцев. Установка получила внутризаводское обозначение К-73. В 1949 году были изготовлены два опытных образца. 11 февраля 1950 года было подписано Постановление военного министра СССР, которое предписывало проведение испытаний АСУ-57П на полигоне НИИБТ в период с 1 апреля по 5 июня этого же года. По завершении испытаний комиссия выдала заключение о том, что АСУ-57П в целом соответствует заданным тактико-техническим требованиям. После устранения выявленных недостатков и проведения испытаний артиллерийской части, комиссия рекомендовала изготовление установочной партии машин АСУ-57П. Однако, работы по АСУ-57П были остановлены, а вся документация была передана в конструкторское бюро Мытищинского машиностроительного завода, в которой были начаты работы над своим вариантом АСУ-57П.

## Описание конструкции

### Броневой корпус и башня
Корпус машины состоял из броневых листов, соединённых между собой клёпкой. Лобовые и бортовые листы корпуса изготавливались из броневой стали и соединялись клёпкой с дюралюминиевым днищем и задней стенкой. Для уменьшения массы, надгусеничные полки также выполнялись из дюралюминия. На лобовом листе крепился волноотражательный щиток для преодоления водных преград. Корпус АСУ-57П делился на три отделения. В передней части корпуса располагалось моторно-трансмиссионное отделение. Справа от пушки находилось отделение управления с рабочим местом механика-водителя. За ним располагалось боевое отделение с рабочими местами заряжающего и командира-наводчика. АСУ-57П разрабатывалась по открытой схеме, вместо крыши боевого отделение закрывалось брезентом.

### Вооружение
В качестве основного вооружения использовалась нарезная пушка Ч-51, унифицированная по баллистике и боеприпасам с 57-мм противотанковой пушкой ЗИС-2. Пушка устанавливалась в рубке машины, высота линии огня составляла 1160 мм. Дальность прямого выстрела составляла 1250 метров, а максимальная — 6000 метров. Пушка обеспечивала боевую скорострельность в 6—10 выстрелов в минуту. Начальная скорость подкалиберного снаряда составляла 1158 м/с. Возимый боекомплект составлял 30 выстрелов. С пушкой был спарен 7,62-мм пулемёт СГ-43, боекомплект которого составлял 400 патронов. Дополнительно в корпусе АСУ-57П перевозился Пистолет-пулемёт Судаева с 315 патронами, восемь ручных гранат Ф-1 и один сигнальный пистолет Шпагина.

### Приборы наблюдения и связи
Наводка спаренной артиллерийской установки производилась с помощью телескопического прицела ОП2-8. Для наблюдения за местностью на рабочем месте командира в лобовом и бортовом листах корпуса были сделаны смотровые щели. Переговоры между членами экипажа обеспечивало танковое переговорное устройство ТПУ-47. Внешняя радиосвязь осуществлялась с помощью радиостанции 10-РТ-12.

### Двигатель и трансмиссия
Силовая установка заимствовалась от грузового автомобиля ГАЗ-51Н. Слева от двигателя семейства ГАЗ-11 устанавливался топливный бак из дюралюминия. Двигатель запускался с помощью электростартера. Над радиатором находился люк, через который поступал охлаждающий воздух. На плаву воздухозаборный люк герметично закрывался, а охлаждающий воздух нагнетался вентилятором из боевого отделения. Нагретый воздух выдувался через специальные воздуховоды. В АСУ-57П использовалась механическая трансмиссия с главным фрикционом четырёхступенчатой коробкой передач, двумя бортовыми ленточными тормозами и двумя одноступенчатыми бортовыми редукторами. Все элементы трансмиссии заимствовались от грузового автомобиля ГАЗ-51.

### Ходовая часть
Специально для К-73 была разработана новая ходовая часть. Гусеничный движитель состоял из двух гусениц, в состав каждой из которых входила мелкозвенчатая гусеничная лента, три опорных катка, ведущее и направляющее колесо. На кормовых катках устанавливались гидравлические амортизаторы, конструкция которых была заимствована у автомобиля ЗИС-110. Для преодоления водных препятствий к кормовому листу корпуса был прикреплён специальный гребной винт. Ходовая часть машины была адаптирована для десантирования парашютным способом с планера Як-14 (экипаж при этом десантировался отдельно от машины).

## Модификации
- АСУ-57П — базовый вариант
- АСУ-57ПТ — проект АСУ-57П с возможностью буксировки артиллерийских систем

## Оценка машины
По результатам испытаний, комиссия заключила, что по ряду параметров АСУ-57П превосходила свой аналог — АСУ-57. Так, в отличие от АСУ-57, АСУ-57П имела возможность преодоления водных преград и при этом её масса не превышала массу АСУ-57, запас хода был больше на 72 км, обладала лучшей эргономикой размещения укладок с боекомплектом, средняя скорость по шоссе была на 21,7 км/ч выше, расстопорение пушки могло производиться без выхода экипажа из машины, двигатель и главный фрикцион показали более высокую надёжность, кроме того, АСУ-57П оснащалась серийной коробкой передач.

## Сохранившиеся экземпляры
На данный момент (2011 год) единственный сохранившийся экземпляр находится в Танковом музее в городе Кубинка.